# Гецас, Хансас
Хансас Гецас (лит. Hansas Gecas; 24 сентября 1899 — ?) — литовский спортсмен. Участник Олимпийских игр 1924 в составе футбольной сборной Литвы.

## Биография
Дебютировал за сборную Литвы 25 мая на футбольном турнире Олимпийских игр 1924 в Париже, где в матче первого круга Литва уступила сборной Швейцарии со счётом 0:9 и завершила выступление на турнире. Двумя днями позже, там же во Франции, Гецас сыграл в товарищеском матче против сборной Египта. В дальнейшем в сборную не вызывался.
На клубном уровне был известен по выступлениям за клуб КСК (Каунас) (1923—1929). В 1922 и 1923 годах был также футбольным судьёй.
Помимо футбола, Гецас выступал в соревнованиях по лёгкой атлетике. Он чемпион Литвы в тройном прыжке (1923) и прыжках в высоту (1924, 1926); серебряный призёр в прыжках в длину (1923) и тройном прыжке (1924); бронзовый призёр в прыжках в длину (1924) и прыжках в высоту (1928).